# Münchendorf
Münchendorf là một thị xã thuộc huyện Mödling trong bang Niederösterreich.